# Beauharnois (district électoral du Canada-Uni)
Pour les articles homonymes, voir Beauharnois.
Circonscription électorale provinciale du Canada
Beauharnois est un district électoral de l'Assemblée législative de la province du Canada.

## Liste des députés
| Années | Années      | Député                  | Affiliation       |
| ------ | ----------- | ----------------------- | ----------------- |
|        | 1841 - 1842 | John William Dunscomb   | Tory unioniste    |
|        | 1842 - 1844 | Edward Gibbon Wakefield | Canadien-français |
|        | 1842 - 1844 | Edward Gibbon Wakefield | Tory              |
|        | 1844 - 1848 | Eden Colvile            | Conservateur      |
|        | 1848 - 1851 | Jacob De Witt           | Réformiste        |
|        | 1851 - 1854 | Ovide Le Blanc          | Réformiste        |
|        | 1854 - 1858 | Charles Daoust          | Rouge             |
|        | 1858 - 1861 | Gédéon Ouimet           | Bleu              |
|        | 1861 - 1863 | Paul Denis              | Bleu              |
|        | 1863 - 1867 | Paul Denis              | Bleu              |